# Bulbus striatus
Bulbus striatus is een slakkensoort uit de familie van de Naticidae. De wetenschappelijke naam van de soort is voor het eerst geldig gepubliceerd in 1983 door Golikov & Sirenko.